# Bridgeoporus
Bridgeoporus es un género de hongos de la familia Polyporaceae. Es un género monotípico que contiene la única especie Bridgeoporus nobilissimus, descrito por primera vez en 1949. Este hongoproduce grandes cuerpos fructíferos que han llegado a pesar hasta 130 kilogramos (290 lb). La superficie superior del cuerpo fructífero tiene una textura fibrosa que a menudo favorece el crecimiento de algas, briofitas o plantas vasculares.
Esta especie se encuentra en la región noroeste del Pacífico de Norteamérica, donde crece en ejemplares grandes (al menos 1 m de diámetro) de abeto noble (Abies procera), abeto plateado del Pacífico (Abies amabilis) o Tsuga heterophylla. El Bridgeoporus nobilissimus causa una podredumbre parda en sus árboles hospedadores. El análisis genético muestra que el hongo es más prevalente de lo que indica la distribución del cuerpo frutal.

## Taxonomía
Bridgeoporus nobilissimus debe su nombre a William Bridge Cooke, quien describió originalmente la especie como Oxyporus nobilissimus en 1949. El hongo fue descubierto en el condado de Clackamas (Oregón) en 1943 por los hermanos Ali y Fred Sandoz. Los silvicultores llamaron a la especie Fomes fuzzii-sandozii, en referencia a los recolectores y a la textura difusa de la superficie de la concha. En los años siguientes se hicieron varias recolecciones en Oregón y Washington. En 1946 se recogió un gran ejemplar en el condado de Lewis, Washington, que pesaba unos 140 kg (300 libras) y medía 140 cm (56 pulgadas) por 94 cm (37 pulgadas). Cooke conoció el hongo en 1948 mientras visitaba a Daniel Elliot Stuntz, que conservaba uno de los grandes cuerpos fructíferos que él y Alexander H. Smith habían recogido anteriormente en el Parque Nacional del Monte Rainier. Este cuerpo frutal sirvió como colección tipo.
Las especies del género Oxyporus causan podredumbre blanca en sus árboles hospedadores. Cooke colocó el hongo en este género a pesar de no saber definitivamente qué tipo de podredumbre causaba; lo consideraba estrechamente emparentado con Oxyporus populinus. En 1955, el especialista en pólipos Josiah Lincoln Lowe transfirió O. nobilissimus a Fomes, antes de que se redujera el concepto de este género. En 1996 el nuevo género Bridgeoporus fue circunscrito por Harold Burdsall, Tom Volk y Joseph Ammirati para dar cabida a esta especie, con el fin de rectificar las incompatibilidades con las colocaciones en Fomes y Oxyporus. En particular, el género Oxyporus presenta cistidios verdaderos que surgen del subhimenio (las hifas de soporte subyacentes al himenio), mientras que B. nobilissimus tiene pseudocistidios (estructuras estériles que surgen en la profundidad del subhimenio y sobresalen en el himenio).
Los análisis filogenéticos de secuencias mitocondriales de ADNr de subunidad pequeña sugieren que B. nobilissimus, que pertenece al clado de los himenochaetoideos, está estrechamente emparentado con los géneros Oxyporus y Schizopora. El clado de los himenochaetoideos incluye especies que se descomponen en la madera clasificadas anteriormente en las familias Corticiaceae, Polyporaceae y Stereaceae.

## Descripción

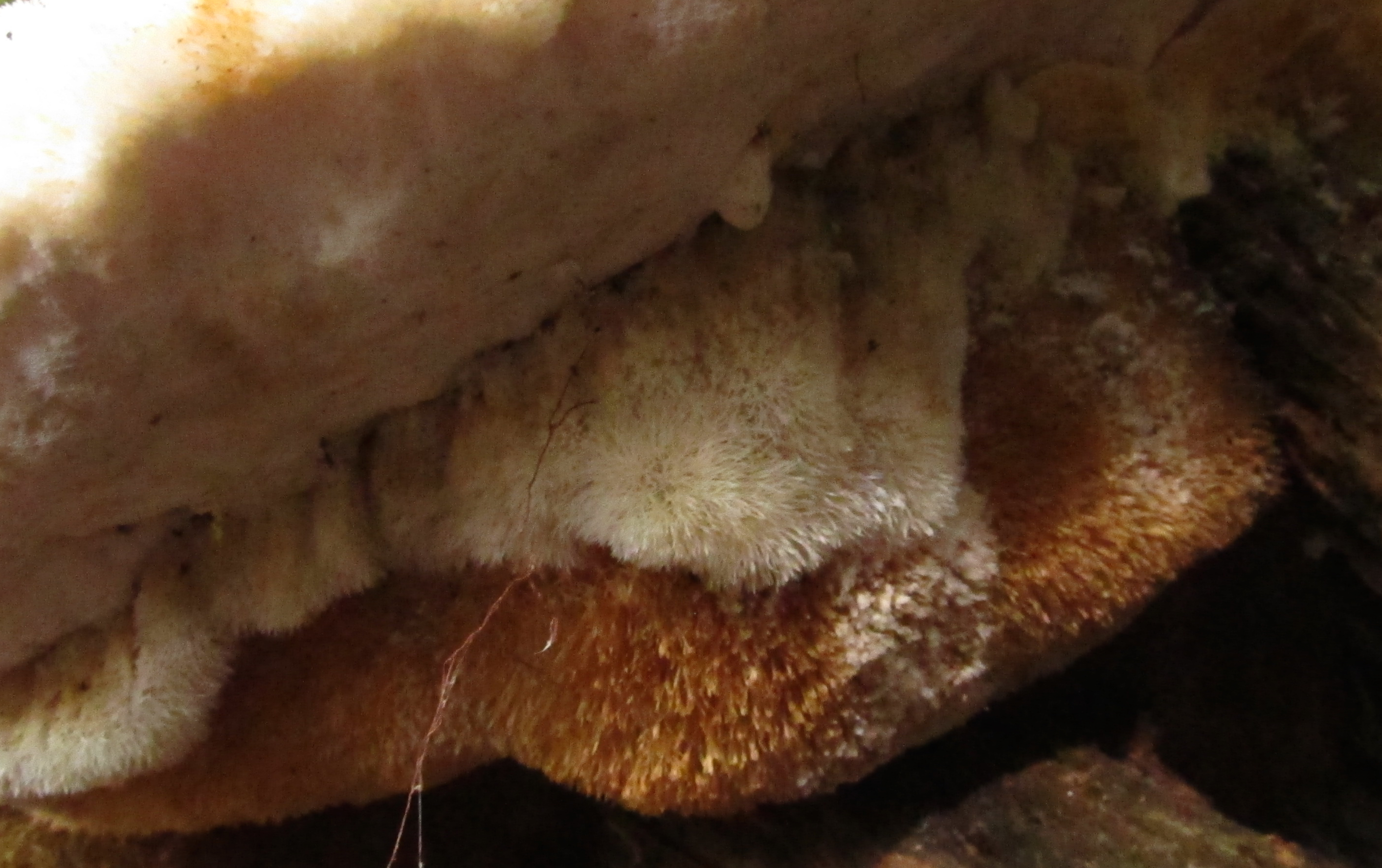
Primer plano de la superficie «borrosa» de la concha

Bridgeoporus nobilissimus tiene cuerpos fructíferos perennes, imbricados y sésiles que miden 30-140 cm (12-55 in) por 25-95 cm (9+7⁄8-37+3⁄8 in) por 30-100 cm (12-39 in). De 1966 a 1990, esta especie fue designada el hongo de poro más grande en el Libro Guinness de los Récords. Tres formas de cuerpo fructífero están asociadas con el hongo, dependiendo en gran medida de la ubicación de la fructificación en el árbol huésped. Los conos con forma de pezuña y de repisa se encuentran en los laterales de los hospedadores; los conos cortos, oblongos y con superficies de poros cónicos se encuentran en las raíces principales del hospedador; y los conos centralmente estrechos (cónicos) se encuentran en la parte superior de los tocones. La superficie del sombrero de los cuerpos fructíferos jóvenes está cubierta por una densa alfombra de fibras miceliales blancas (de hasta varios milímetros de longitud) que con la edad se oscurecen y a menudo se pegan en sus puntas. Aunque la superficie suele ser marrón o más oscura, puede parecer verde debido a asociaciones epífitas con algas como Coccomyxa o especies de Charicium. En la superficie superior de la corteza crecen briofitas o, a veces, plantas vasculares. La textura del cuerpo del fruto es fibrosa; es gomoso y duro cuando está fresco, pero se vuelve duro y quebradizo cuando se seca. Los poros de la parte inferior del cuerpo del fruto son redondos, aproximadamente 2 por mm. Los tubos que comprenden los poros se estratifican, superponiéndose unos sobre otros con cada año sucesivo de crecimiento. Entre las capas de poros hay una capa de tejido estéril de 2-3 mm de grosor, y las capas de tubos maduros tienen una longitud de 2-7 mm.
Microscópicamente, B. nobilissimus se caracteriza por hifas con un tabique, pseudocistidios originados en la trama, hifas estrechamente adheridas en haces (fascículos) en la superficie superior del cuerpo del fruto. Las células portadoras de esporas, los basidios, tienen un tamaño de 12-18 por 4-10 μm, forma de pera y cuatro esporas. Las basidiosporas, aproximadamente ovoides, miden 5,5-6,5 por 3,5-4,5 μm, son hialinas, lisas y tienen paredes finas.

## Hábitat y distribución
Los cuerpos fructíferos (también llamados conos) de Bridgeoporus se encuentran solos o a veces en capas superpuestas en árboles viejos (1-2 m (3+1⁄4-6+7⁄12 pies) de diámetro a la altura del pecho) de abeto noble (Abies procera), y más raramente abeto plateado del Pacífico (Abies amabilis) o cicuta occidental (Tsuga heterophylla). También se ha registrado su crecimiento en un tronco de secuoya.  Otras especies arbóreas que suelen encontrarse en los hábitats de B. nobilissimus son el abeto de Douglas (Pseudotsuga menziesii), el cedro rojo occidental (Thuja plicata) y la cicuta occidental. Entre los arbustos comunes en estos lugares se encuentran el salal (Gaultheria shallon), el aliso de Sitka (Alnus sinuata), el rododendro (Rhododendron macrophyllum) y el arándano de Alaska (Vaccinium ovalifolium). El uso de técnicas de genética molecular ha demostrado que el hongo también vive en el abeto de Douglas, la cicuta occidental y el cedro rojo occidental, aunque no se han observado sus cuerpos fructíferos en estos huéspedes.
El hongo se ha encontrado en la cordillera de la Cascada en Washington y Oregón, en la cordillera de la Costa en la península olímpica en Washington y en el Parque Nacional Redwood en el norte de California. Se han encontrado especímenes a elevaciones de 1.000-4.000 pies (300-1.220 m). Debido a que el hongo se alimenta tanto de madera viva como muerta, es tanto parasitario como saprofito. Los cuerpos fructíferos de B. nobilissimus no se encuentran en troncos caídos u otras formas de madera muerta que carezcan de raíces o de alguna conexión con un sistema radicular. Se han encontrado conchas creciendo en las raíces aún vivas de un árbol volteado y derribado por el viento, mientras que una concha viva murió varios años después de que el árbol huésped fuera arrancado por un árbol caído.

## Conservación
Las amenazas para Bridgeoporus nobilissimus incluyen la extirpación de hábitats conocidos y desconocidos por la tala, el fuego u otras perturbaciones, y las prácticas forestales que conducen a la pérdida de árboles Abies procera y Abies amabilis de gran diámetro y tocones y troncos de gran diámetro en los bosques gestionados.  Debido a la escasez de sus árboles maduros hospedadores, el B. nobilissimus fue incluido en 1995 en la lista de especies en peligro de extinción del Programa de Patrimonio Natural de Oregón, convirtiéndose en el primer hongo en ser incluido en la lista de especies en peligro de extinción por un organismo público o privado en Estados Unidos.  Es el único hongo de la categoría A de las directrices de estudio y gestión de hongos del Plan Forestal del Noroeste, lo que significa que es necesario realizar estudios previos a la perturbación y gestionar el lugar antes de desarrollar zonas en las que se sabe que habita el hongo.  Antes de 1998 se conocían 13 lugares con el hongo; un amplio estudio en el noroeste del Pacífico aumentó este número a 103 lugares en 2006.  Aunque se observa con poca frecuencia, el hongo es más abundante de lo que indica el aspecto del cuerpo frutal. Utilizando marcadores genéticos para detectar el micelio del hongo en los huéspedes, los investigadores descubrieron que B. nobilissimus estaba presente en niveles bajos a moderados y muy extendido en las masas forestales que contenían al menos un único cuerpo frutal visible. Se detectó en árboles de todos los tamaños y en especies de las que antes no se creía que albergaran el hongo. B. nobilissimus puede requerir décadas de crecimiento micelial en su hospedador antes de que se inicie la producción de cuerpos fructíferos. A pesar de varios intentos, no se ha conseguido cultivar el hongo in vitro.